# Lobbyen

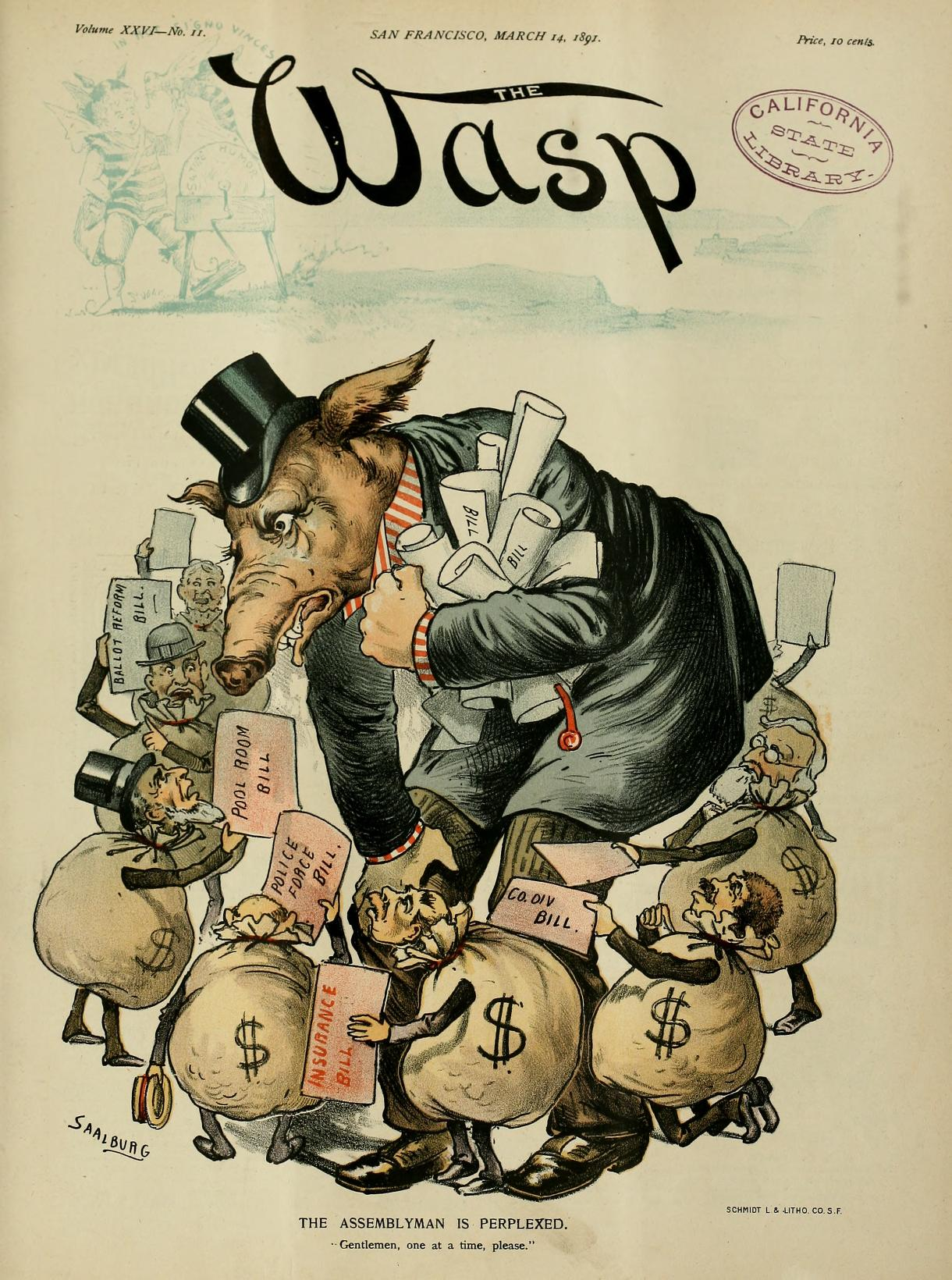
Cartoon uit 1891 over lobbyen in de VS.

Lobbyen is het stelselmatig uitoefenen van invloed op beleidsmakers bij bestuursorganen; het initiatief voor het contact ligt bij de lobbyist, iemand die er geen statutair onderdeel van uitmaakt. De interventie door zo'n derde partij vindt doorgaans plaats buiten het zicht van de openbaarheid. Een ander kenmerk van lobbyen is dat de externe beïnvloeding plaatsvindt buiten het actief kiesrecht en het petitierecht om en evenmin in het kader van procedures voor inspraak en participatie. Lobbyen wordt daarom een van de oorzaken van een democratisch tekort genoemd.
Lobbyisten richten zich bij hun werk op de beïnvloeding van bestuurlijke machtscentra: op bestuurders van organisaties, volksvertegenwoordigers, ambtenaren, onderzoekers en op andere functionarissen die werkzaam zijn in en voor de publieke sector. Lobbyen gebeurt op alle bestuursniveaus en kan zich behalve op overheden en parlementen ook richten op de besturen van maatschappelijke instellingen en bedrijven, op supranationale en niet-gouvernementele organisaties. Ook het bestuur van een gewone sportvereniging kan 'belobbyt' worden.
Een lobby kan zijn gericht op het invoeren of wijzigen van regels en op het verkrijgen van informatie, subsidies, vergunningen, licenties, registraties en posities en met het oog op een betere positionering in het publieke krachtenveld.

## Etymologie en andere benamingen
Lobby's zijn van oorsprong fysieke ontmoetingsruimten in Britse parlementsgebouwen waar belangenbehartigers hun invloed uitoefenden door parlementsleden informeel aan te spreken. Uit het Frans komt de term antichambre, een voorvertrek waar men zich ophield totdat men zijn opwachting kon maken bij een invloedrijk persoon om een zaak te bepleiten. In het Nederlands wijst de term wandelgangen naar de aanloopruimtes rond een vergaderzaal waar beïnvloedingspogingen kunnen plaatsvinden. Ook de term achterkamertjespolitiek verwijst naar politieke besluitvorming buiten de geëigende, openbare vergaderzalen.
Lobbyen roept soms argwaan op omdat de beïnvloeding zich merendeels aan publieke controle onttrekt en omdat de activiteit in sommige landen in verband is komen te staan met corruptie, het uitoefenen van ongeoorloofde druk, omkoping en chantage. Professionele beoefenaars gebruiken voor hun vakgebied mede daarom ook de neutraler klinkende term public affairs of kortweg PA. Zij benadrukken daarbij dat de meest gangbare lobbytechniek overreding is ofwel politieke argumentatie. In zijn meest neutrale vorm betreft het ontsluiting van kennis of de interpretatie ervan. Critici vestigen de nadruk op de manipulatie van hun informatie door lobbyisten en op het selectieve karakter van de gegevens die zij beschikbaar stellen of juist weglaten. Een term die in Vlaanderen en Brussel gebruikt wordt is studiebureau. Naast public affairs zijn ook "externe betrekkingen" en "belangenbehartiging" veelgebruikte synoniemen. De EU mijdt op de homepage van haar Transparantieregister het zoekwoord lobbyist maar spreekt over belangenvertegenwoordigers en over belangenverdediging. Ze ziet lobbyen als alle activiteiten die erop gericht zijn de beleidsbepaling en de besluitvorming van de Europese instellingen te beïnvloeden. Deze brede uitleg omvat daarmee ook het bedrijven van propaganda: het openlijk beïnvloeden van de publieke opinie. Lobbyen werkt echter meestal met discretie, men bespeelt geen massapubliek maar juist individuen. Beïnvloedingspogingen vanuit gevestigde buitenparlementaire machtsbronnen worden veelal gecategoriseerd als lobby, hun tegenhanger wordt ook wel aangeduid als antilobby of gezien als politiek activisme of protest.

## Beoefenaars
Een lobbyist hanteert liefst persoonlijke en informele relaties om contact te krijgen, bijvoorbeeld door een invloedrijk persoon aan te schieten op een bijeenkomst of via via een afspraak proberen te krijgen. Vervolgens probeert de lobbyist feiten en meningen te verstrekken die zijn of haar eigen pleidooi bekrachtigen en/of dat van anderen ontkrachten. Naast het verstrekken kan een lobbyist ook uit zijn op het verzamelen van informatie, bijvoorbeeld om de politieke stemming te peilen. Omdat hun inbreng zich onttrekt aan publieke controle maar niettemin betekenisvol kan zijn, worden lobbyisten bij de politieke schaduwmachten ingedeeld.
Iedereen kan lobbyist zijn, maar de aanduiding wordt vrijwel altijd gebruikt voor beroepsbeoefenaren die tegen een vergoeding werken voor een belanghebbend bedrijf, koepel- of belangenorganisatie, een commercieel lobby- of public-affairskantoor, consultancybedrijf of advocatenkantoor.

### Lobbyisten met een reputatie
Het arbeidsverleden, de persoonlijke reputatie en vooral het sociaal netwerk dat een lobbyist meebrengt zijn van belang voor diens inzetbaarheid voor opdrachtgevers. Niet alleen oud-ministers, staatslieden en voormalige leden van de Europese Commissie zijn gewild als ‘uithangbord’ voor een consultancy- of lobbybureau, ook voormalige journalisten en ambtelijke specialisten betreden in de rol van lobbyist soms hun oude werkomgeving weer via de ‘draaideur’: ze kennen er de interne wegen. Voorbeelden zijn de Nederlandse ex-minister Ben Bot, de gewezen Duitse eurocommissaris Günter Verheugen, voormalig NRC- en NOS-correspondent Rob Meines en de vroegere staatssecretaris Robin Linschoten. Ook actuele volksvertegenwoordigers kunnen lobbyist zijn. Zo werd van de Nederlander Hans Hillen bekend dat hij als senator ten tijde van de invoering van het rookverbod ook een geheime nevenfunctie vervulde bij een sigarettenfabriek. Lobbyist Mark Eyskens ondertekende als voorzitter van het door hem als 'studiebureau' aangeduide PA Europe een pleitschrift aan zijn opvolger met de vermelding "gewezen eerste minister van België".

### Afkoelingsperiode
Soms geldt een afkoelingsperiode van twee jaar tussen het verlaten van een publiek ambt en lobbyist worden. Zo'n 'concurrentiebeding' verkleint de kans dat een lobbyist actuele maar niet openbare overheidskennis en persoonlijke relaties meteen te gelde maakt. Dat belemmerde de ex-defensiechef Jorge Domecq van de EU in 2020 niet om al ruim voor het einde van die termijn in dienst te treden van vliegtuigbouwer Airbus. Eurocommissaris Neelie Kroes vroeg kort na haar aftreden toestemming aan de Commissie om voor taxibedrijf Uber te mogen werken maar trok haar verzoek eind december 2015 in toen bleek dat die er niet zou komen waardoor de Commissie geen weigering hoefde te publiceren. Kroes ging aan de slag als lobbyist binnen de afkoelingsperiode. Als een lobbyist optreedt als commentator voor de media wordt soms wel een voormalige functie, maar niet de huidige betrekking vermeld. Zo wordt Jaap de Hoop Scheffer vaker opgevoerd als ex-NAVO-chef dan als lobbyist voor een bedrijf dat legerkleding produceert.

### Overtuiging of professie
De eigen ideologie en levensovertuiging van een op zakelijke basis werkende lobbyist zijn niet per se doorslaggevend; cruciaal is zijn of haar vaardigheid in het politieke beïnvloedingsspel. Van de Rotterdamse hoogleraar en lobbydeskundige Rinus van Schendelen is bijvoorbeeld bekend dat hij achtereenvolgens voor zowel de tabaksindustrie heeft gelobbyd als voor organisaties die het roken bestrijden. Deze benadering accentueert lobbyen als politiek neutrale en technocratische professie. Van lobbyisten die in dienst zijn van een belangenorganisatie wordt wel verwacht dat zij affiniteit tonen met het lobbydoel: een lobbyist van de Bont voor Dieren zal bijvoorbeeld geen bontmuts dragen.

## Permanente vertegenwoordigingen en diplomatie

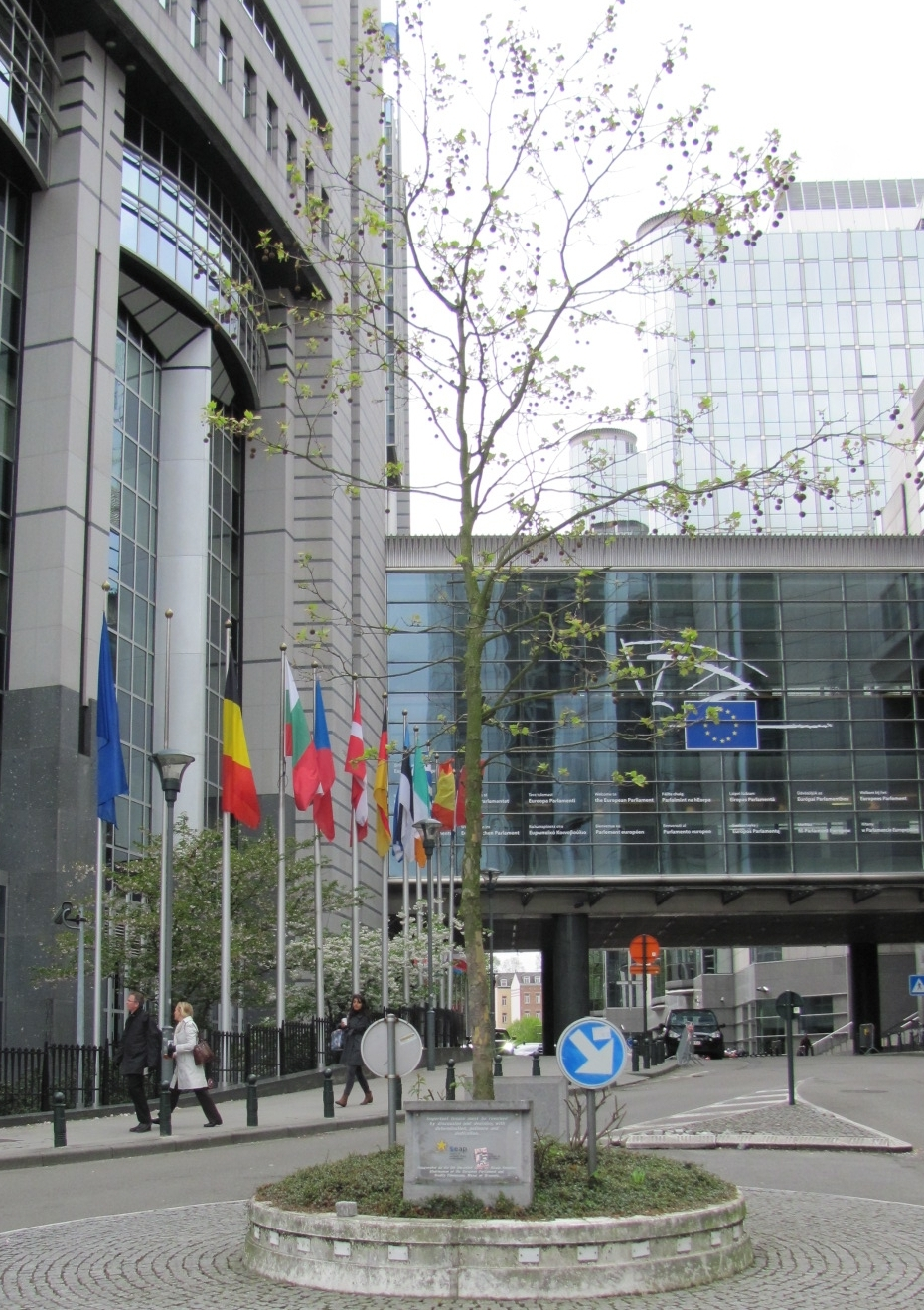
De Wiertzstraat in Brussel. Deze 'lobbyboom' voor de hoofdingang van het Europees Parlement is geplant in 2001 op initiatief van SEAP, de beroepsorganisatie van lobbyisten.

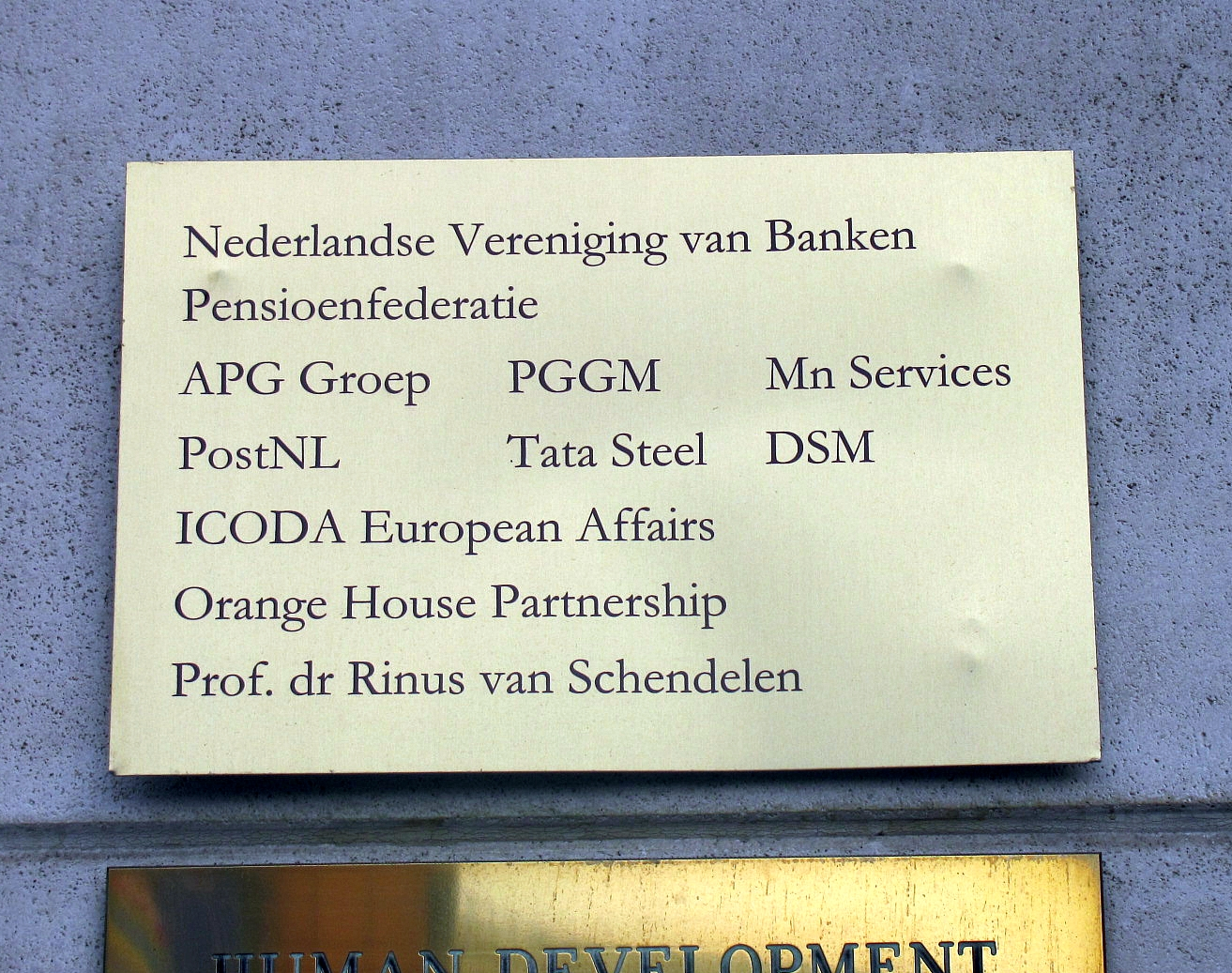
De top van een rij koperen naamplaten aan het Schumanplein. In het hart van de Brusselse lobbywereld waar ettelijke duizenden EU-lobbyisten opereren, hebben ook Nederlandse bedrijven, ideële organisaties, pensioenverzekeraars, consultants en bankenorganisatie een kantoorruimte gehuurd van waaruit zij hun lobbyactiviteiten ondernemen.

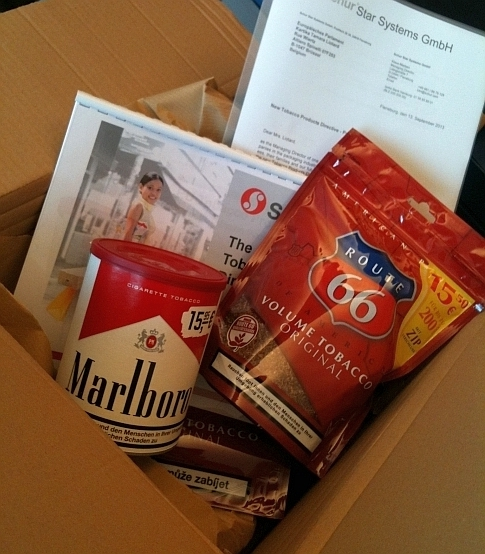
Doos met gratis rookwaar die Europarlementsleden ontvingen van de tabaks- en verpakkingsindustrie in september 2013. Kort erna vond een plenaire stemming plaats in Straatsburg over de beperking van het roken. Tal van Europarlementsleden maakten toen bezwaar tegen de massieve beïnvloeding door de industrie.

Lidstaten hebben bij internationale organisaties zoals de Navo en de Europese Unie een permanente vertegenwoordiging (PV). Die van België bij de EU omvat een kantoor van 170 medewerkers. Zo'n PV bestaat uit ambtenaren die netwerken, onderhandelen, lobbyen en meerderheidscoalities met andere lidstaten proberen te vormen. De Nederlandse PV in Brussel lobbyt ook bij de EU voor het bedrijfsleven; het ondersteunen van burgers wordt niet genoemd als haar taak. PV-ambtenaren zijn op hun beurt zelf ook doelwit van lobby's omdat ze zetelen in het invloedrijke Comité van Permanente Vertegenwoordigers, dat de besluiten van Raad van de Europese Unie en van de Europese Raad voorbereidt. De Nederlandse PV huist in de ambassade in Brussel maar kent een eigen ambassadeur, dus naast de Nederlandse ambassadeur die verantwoordelijk is voor de normale diplomatieke relaties met België. Lagere overheden zetten buiten de reguliere overheidskanalen ook eigen lobbyisten in om hun belangen te behartigen: de Vereniging van Nederlandse Gemeenten berekende dat er in Brussel zo'n 500 lobbykantoren zijn van (Europese) steden, regio's en provincies.

## Werkwijzen

### Beleidsfase
Een lobbyist wacht bij voorkeur niet tot de besluitvorming nadert, maar probeert liefst al in een prille beleidsfase - buiten de publieke aandacht om - zijn of haar invloed te laten gelden. In de onderzoeks- en ontwikkelingsfase zijn de beïnvloedingsmogelijkheden ruimer dan wanneer de meningsvorming over een voorstel al bijna is afgerond en er een plan op de politieke agenda staat. Lobbyisten richten zich daarom niet alleen op volksvertegenwoordigers, maar steeds intensiever op ambtenaren en op benoemde bestuurders die verantwoordelijk zijn voor het ontwerpen en indienen van beleidsvoorstellen, regels en wetten: wie de vraagstelling van beleidsonderzoek kan beïnvloeden kan daarmee de uitkomst naar zijn hand zetten. Het is niet ongewoon dat lobbyisten kant-en-klaar uitgeschreven wetsteksten aanleveren.

### Regulier optreden
Een belangrijke functie van lobbyisten is dat zij aan hun opdrachtgever rapporteren of er wat interessants op de agenda staat of komt. Een lobbyist kan daarna optreden als wegbereider, dus als degene die een contact voor zijn opdrachtgever voorbereidt. Hij kan ook zelf de lobby uitvoeren.
Een veelvoorkomende werkwijze van een lobbyist is een schriftelijk of persoonlijk contact waarbij beknopte, beleidsrelevante informatie wordt verstrekt over het standpunt van zijn opdrachtgever. Zulke contacten verlopen discreet: het is ongebruikelijk dat ambtenaren en politici inzage geven in hun agenda en publieke verantwoording afleggen over hun contact met lobbyisten. De waarde van de lobbyinbreng blijkt zelden uit de ‘aftiteling’ van een beleidsrapport. Dat ligt anders als er speciale werkbezoeken worden georganiseerd, seminars, borrels, studiereizen en conferenties: soms mag een geselecteerde groep van journalisten een programmaonderdeel ervan volgen. Ook persconferenties, boekpresentaties, werkontbijten, lunches, diners, gala's, premières, skyboxbijeenkomsten, exposities en andere themabijeenkomsten worden veelvuldig georganiseerd om lobbycontacten te leggen. Lobbyisten sturen Europarlementsleden kant-en-klare steminstructielijsten en leveren ontwerpamendementen en resoluties aan die hun visie bekrachtigen. Zo beschreef het Franstalige weekblad Le Vif eind 2012 hoe de advocate van het farmaceutische bedrijf GlaxoSmithKline met succes een Belgisch wetsontwerp redigeerde over octrooi- en belastingaftrek-op-maat dat zeer profijtelijk was voor haar eigen cliënt.

### Andere identiteiten inzetten
Het komt voor dat lobbyisten hun identiteit verhullen of zichzelf presenteren als journalist, juridisch adviseur, onderzoeker, oud-collega, enquêteur of patiëntenvereniging. Zo proberen ze gegevens te verzamelen of te verstrekken, wat in hun eigenlijke rol minder goed zou lukken. Het Brusselse bureau "g+ europe" lobbyde bijvoorbeeld voor het Amerikaanse farmabedrijf Alexion. Tegelijkertijd verstrekte het via een tussenpersoon pr-adviezen aan Belgische ouders die politieke actie voerden om een uiterst kostbaar Alexion-medicijn voor hun zoontje vergoed te krijgen. De ouders waren naar eigen zeggen niet op de hoogte van de dubbelrol die g+ europe speelde. Het komt ook voor dat de media een studiogast als deskundige presenteren met vermelding van hun vroegere functie, terwijl hun actuele rol als lobbyist onvermeld blijft. Bij internationale onderhandelingen over een strenger tabaksbeleid 'vermomt' de industrie zich als consumentenorganisatie.

### Mantelorganisaties en astroturfing
Ook komt het voor dat er mantelorganisaties worden opgericht, speciaal voor lobbydoeleinden. Ook hiermee kan de aandacht worden afgeleid van de feitelijke opdrachtgever. Zo zit het pr-bureau Burson en Marsteller achter het Bromine Science and Environmental Forum in Brussel dat de Europese regels rond brandvertragers naar de hand van zijn opdrachtgevers wil zetten.

Astroturfing is een propagandatechniek om burgerinitiatieven, acties en demonstraties in scène te zetten om een brede publieke steun te suggereren. Zo liet de gemeente Den Haag in de jaren 80 van de vorige eeuw via lobbybureau Boetes' een demonstratie organiseren om landelijke politieke aandacht te verwerven voor het behoud van de vestiging van de hoofddirectie van de PTT voor die stad. In werkelijkheid betrof het demonstrerende gemeenteambtenaren. Van astroturfing is ook sprake als men onder de valse vlag van consument, inspreker of kiezer reacties publiceert op het internet of in ingezondenstukkenrubrieken om daarmee opinieleiders te beïnvloeden.

### Wetenschappers inzetten
Wetenschappers met een onafhankelijke status worden er soms toe verleid extra aandacht te besteden aan onderzoek naar en publiciteit over de voordelen van een bepaald standpunt. Zo treden zij bijvoorbeeld op als spreker bij congressen. Soms wordt beleidsonderzoek mede door bedrijven en belangenorganisaties gefinancierd. Daar wordt ook wel de aanduiding belangenwetenschappers voor gebruikt. De opdrachtgevers van lobbyisten onderhouden graag nauwe contacten met wetenschappelijke instellingen en universiteiten om beleidsrelevante informatie te kunnen aanreiken. Niet-kapitaalkrachtige sectoren in de samenleving hebben minder kans om via deze derde geldstroom wetenschappelijke bijdragen te veroorzaken, hun lobbykracht is op dat punt gering. Maar daar staat tegenover dat juist hun belangeloosheid hun geloofwaardigheid weer kan vergroten. Vandaar dat de farmaceutische industrie op haar beurt weer patiëntenverenigingen steunt om gunstige politieke beslissingen te bepleiten over geneesmiddelen.

### Denktanks en expertgroepen
Ook het oprichten of steunen van denktanks is een middel om aandacht te genereren voor bijvoorbeeld de defensie-industrie of voor het milieu, zoals de Club van Rome. Ook Open Europe is een voorbeeld van een invloedrijke denktank en lobbygroep, deze is opgericht door Britse ondernemers. Denktanks organiseren studieuze ontmoetingen en verzorgen allerlei publicaties om aandacht te krijgen voor een maatschappelijk vraagstuk of een sectorbelang.
Een andere manier om invloed uit te oefenen op EU-beleid is via een van de 1.116 (cijfer nov 2024) expertgroepen van de EU. Deze worden ook wel deskundigengroepen genoemd. Deze en soortgelijke groepen staan in een digitaal register dat alleen is te raadplegen wanneer men al over voorkennis beschikt over zoekgegevens die in de naamvelden moeten worden ingevuld. Overheden, industrieën en bijvoorbeeld financiële instellingen lenen graag deskundig personeel uit aan expertgroepen omdat de Europese Commissie zich bij haar beleidsontwikkeling en bij haar controletaken vaak baseert op hun adviezen. Het mes snijdt aan twee kanten, de leden van expertgroepen krijgen ruim de beschikking over voorinformatie waar ook hun concurrenten op azen. De Europese Commissie heeft verklaard dat leden van expertgroepen worden geacht op te treden als onafhankelijk adviseur. Lobbywaakhond ALTER-EU stelt daartegenover dat bepaalde expertgroepen worden gedomineerd door personen uit het bedrijfsleven. Daardoor komen alternatieve adviezen niet of marginaal tot uitdrukking. Cijfers over belangenbehartiging via expertgroepen bij de EU zijn in het Engelstalige rapport bij deze voetnoot te vinden.

## Lobbykracht
Lobbykracht wordt behalve door geld ook bepaald door factoren als tijd, uithoudingsvermogen, ervaring, morele steun, privileges, kennis en relaties. Een zwakke lobbykracht wordt verklaard door een tekort aan deze faciliteiten of door een gebrek aan aandacht en respons. Hoe minder openheid over de ingezette faciliteiten hoe moeilijker het is om lobbykracht te bepalen of controleren.

Er bestaat amper discussie over het feit dat de op de EU gerichte lobby's van overheden en regio's, van grote concerns, financiële instellingen en multinationals over de grootste impact op de besluitvorming beschikken. Het moet in elk geval om ettelijke duizenden lobbyisten gaan die onder meer rond het Schumanplein in Brussel kantoor houden. Het aantal lobbyisten van bijvoorbeeld milieuorganisaties, consumentenverenigingen (BEUC) en vakbonden dat daar tegenover staat beperkt zich tot enkele honderden. De vooronderstelling dat een tegenlobby een (vermeend) democratisch tekort kan neutraliseren gaat uit van een gelijkwaardige ontvankelijkheid bij beslissers, maar indicaties daarover, noch van het tegendeel trouwens, ontbreken. Een praktijkvoorbeeld. De voedingsindustrie besteedde volgens lobbywaakhond Corporate Europe Observatory één miljard euro in haar geslaagde lobby tegen Europese regels over voedseletikettering. Het tegenvoorstel van lobbyorganisatie Foodwatch maakte in 2010 onvoldoende indruk op de meerderheid in het Europees Parlement.
De door critici benadrukte asymmetrie in de krachtsverhoudingen wordt mede versterkt door de faciliteiten die de EU verleent: geaccrediteerde lobbyisten krijgen doorlopende passe-partouts voor EU-gebouwen, allerhande voorinformatie en uitnodigingen en zij hebben toegang tot beleidsgegevens die niet voor burgers ontsloten zijn. De informatie voor burgers komt pas in de 23 EU-talen beschikbaar als de belangrijkste beïnvloedingsmogelijkheden achter de rug zijn. Aan openbare raadplegingen over groenboeken van de Europese Commissie neemt doorgaans niet meer dan een fractie van de 500 miljoen EU-ingezetenen deel, veruit de meeste inbreng is afkomstig van professionele belangenbehartigers.

## Regelgeving
De Raad van Europa heeft Nederland in 2016 bekritiseerd wegens het gebrek aan lobbyregels. Het ministerie van Binnenlandse Zaken blijkt niet in staat het begrip 'lobbyist' te definiëren. In buurlanden lukt dat wel, bijvoorbeeld  Duitsland definieert een lobby als: elk contact dat tot doel heeft direct of indirect invloed uit te oefenen op het proces van het formuleren van doelstellingen of het nemen van besluiten door organen, leden, parlementaire fracties of groeperingen van het parlement of de regering.

## Gedragscodes
In Nederland hebben lobbyisten die lid zijn van de circa 600 leden tellende Beroepsvereniging voor Public Affairs een handvest met waarden en normen afgesproken om onoorbare praktijken binnen de eigen gelederen te beteugelen tegenover drie met name genoemde groepen: politici, ambtenaren en journalisten. Dit, op straffe van berisping, schorsing of royement. Het betreft dus een vorm van zelfregulering. De ledenlijst van de BVPA is sinds juli 2012 via haar website te raadplegen, maar over de gevoerde sanctiepraktijk zijn geen gegevens openbaar. Naast integriteit en competentie is vertrouwelijkheid volgens dit handvest een basisprincipe voor het leveren van public affairs van niveau. Het handvest stelt tegelijkertijd ook: "de public affairs beoefenaar is in alle gevallen open en eerlijk". De BVPA heeft één berisping op haar website vermeld, maar de naam van de beklaagde en de klager, het feitenonderzoek en de overwegingen van de interne Klachtencommissie zelf zijn niet te raadplegen.
Lobbyisten die het officiële Europese transparantieregister respecteren (zie ook hierna) worden ook geacht zich aan de Europese gedragscode te houden. De digitale EU-index vermeldt niet hoe vaak en welke sancties er ooit aan overtreders zijn opgelegd.

## Registratieplicht
Uit Washington is veel bekend over de lobbyisten die in de VS opereren en over de geldstromen die hun daden faciliteren. De Engelstalige website van het Center for Responsive Politics biedt in verhouding tot de Europese praktijk veel opzoekgemak en openheid over de financiële belangen die gediend worden. De Europese Unie houdt een registratieplicht voor lobbyisten vooralsnog tegen: het zogeheten Transparantieregister dat na externe druk in 2011 is aangelegd bevat alleen summiere gegevens van belangenvertegenwoordigers die vrijwillig uitkomen voor hun identiteit en voor die van hun opdrachtgever. Over de betekenis van de bedragen die vermeld staan in het register bestaat discussie. Er zijn amper 800 gekozen politici en benoemde bestuurders binnen de EU-instellingen. Lobbywaakhond ALTER-EU raamt het aantal professionele lobbyisten dat zich op de EU richt op 25.000 tot 30.000. Andere bronnen komen met lagere ramingen. Het gebrek aan een registratieplicht en eensluidende definities is debet aan deze interpretatieverschillen. Het Duitse Lobbyregister telt 25.940 in dat land geregistreerde lobbyisten.

### Nederland
In Nederland hebben ook parlementsleden een beperkte meldingsplicht. Elk lid van de Tweede Kamer moet beïnvloedingspogingen van lobbyisten laten opnemen in een openbaar register in de vorm van een geschenkenregister en een reizenregister. De vuistregel is scherp: ook melden bij twijfel of het wel om een beïnvloeding gaat. “Als een willekeurige toeschouwer zonder veel omwegen zou kunnen denken dat een bepaalde private omstandigheid van een lid van invloed is op diens stellingname in een publiek vraagstuk, kan het raadzaam zijn omstandigheid in het register te doen opnemen. Dan kan immers nooit gesteld worden dat die omstandigheid verborgen is gehouden. Het gaat er niet om of die omstandigheid daadwerkelijk van invloed is geweest.”
Sinds 2012 bestaat er ook een lobbyregister. Maar dit register is vrijwillig en niet compleet in vergelijking met het register van de beroepsvereniging (BVPA). Het register is alleen van belang om toegang te krijgen tot het parlementsgebouw. Het register geeft geen inzicht wanneer en met wie de lobbyist spreekt. Naar aanleiding van een kritisch rapport van GRECO in 2019 nam de Tweede Kamer in 2021 een motie van Dassen (Volt) aan waarin werd opgeroepen tot het instellen van een lobbyregister zoals bij de Europese Commissie. In 2022 werd de motie nogmaals herhaalt door Dassen en Omtzigt (onafhankelijk) en een initiatiefnota, maar ook na onderzoek wees minister Judith Uitermark (NSC - regering Schoof) in 2025 het instellen van een lobbyregister af.

## Discussie en journalistiek onderzoek
Bij discussies over de aanvaardbaarheid van lobbyen ontmoeten twee uitersten elkaar. Verdedigers herinneren eraan dat de activiteit volkomen legaal is: regels en burgerlijke vrijheden maken lobbyen in beginsel immers voor iedereen mogelijk. De nadruk ligt in deze visie op het recht. Anderen stellen hun visie op de macht centraal en wijzen er op dat lobbyen democratische onevenwichtigheden en machtafstand kan vergroten. Bij critici domineert de vrees dat de politieke vrijheden die volgens het staatsrecht bedoeld zijn als grondrechten van burgers worden ingezet voor het behartigen van belangen van private organisaties. De hoogste bieder kan democratische invloed kopen of kapen. Het ZDF-programma Die Spur toonde in een documentaire aan met een experiment hoe dat in zijn werk gaat.
Op 8 april 2013 toonde het televisieprogramma Rambam door middel van undercoveronderzoek aan, hoe gemakkelijk het is om via een ingehuurde lobbyist een politiek debat in de Tweede Kamer te beïnvloeden.
Een lobby kan ook gericht zijn op het tegenhouden van innovaties. In 2011 toonde Panorama (VRT) in een reportage dat de voedingsindustrie via een massieve lobby wist te voorkomen dat de EU voor de consument begrijpelijke kleursymbolen op voedingsetiketten zou invoeren over de doses aan suikers en vetten. Ook geeft het programma aan hoe de toelating van stevia, een alternatief voor suiker, lang kon worden geblokkeerd.

## Trivia
- Net als parlementsgebouwen hebben ook hotels en schouwburgen vaak een lobby. Maar verder verwijst het woord lobby tegenwoordig niet naar een ruimte maar naar de beïnvloeding zelf.
- Een voorvoegsel kan verduidelijken van wie of waarover de lobby uitgaat: de mensenrechtenlobby,[62] de milieulobby,[63] de Israëllobby, de biotechnologie- en pesticidenlobby.[64]
- Een ontmoetingsplaats in het internationaal perscentrum Nieuwspoort dat onderdeel uitmaakt van het gebouwencomplex aan het Binnenhof in Den Haag heet de Wandelganger: een verwijzing naar het pseudoniem van journalist Henry Faas die voor de Volkskrant de parlementaire verslaggeving uit de wandelgangen verzorgde.
- Met als thema “Meet your lobbyists” maakte de Brusselse activiste Chloe Mikolajczak een reeks filmpjes over ontmoetingen met lobbyisten.[65]